# Schloss Krottenhof
Schloss Krottenhof (auch Alt Khainach, nicht zu verwechseln mit Schloss Alt-Kainach) war ein Schloss nahe den Schlössern Alt-Kainach und Kleinkainach in Bärnbach, Bezirk Voitsberg, Steiermark.

## Architektur
Der Krottenhof wurde in seiner letzten Form noch vor 1550 von Christoph von Stadl in Form eines regelmäßigen Viereckes mit vier vorspringenden Ecktürmen und Innenhof errichtet. An der Eingangsseite war ein Dachreiter mit Turmuhr angebracht, eine zusätzliche Umfassungsmauer war im Torberreich mit Schießscharten gesichert und ansonsten mit Plankenzäunen durchbrochen.
Zum Schloss gehörte eine große Parkanlage mit Nebengebäuden.

## Geschichte
Der Krottenhof, ein Ansitz in Kleinkainach, östlich oder nordöstlich des heutigen Schlosses Alt-Kainach gelegen, entstand vermutlich aus einem Bauernhof und wurde laut Robert Baravalle im 14. Jh. von den Krottendorfer zum Edelsitz ausgebaut. Dieser kam im Jahre 1490 durch Armenia (eine Tochter von Georg Krottendorfer) an Bernhard Stadler, der ihn seinem Sohn Christoph weitervererbte. 1550 wurde der Besitz mit der Herrschaft Kainach vereint, und im 17. Jh. als der Stadlerische Sitz Khrottenhoff zu Alt Kainach bezeichnet. Die Herrschaft Kainach kam über die Saurauer als Saurauischer Krottenhof oder Saurisches Schloss an die Wagensperg. 1681 wurde das Schloss als ALT KHAINACH bezeichnet. 1731 bestand das Schloss noch, jedoch wurde es 1790 demoliert und das Baumaterial zum Bau anderer Gebäude verwendet.